# Metaporus
Metaporus là một chi bọ cánh cứng trong họ Dytiscidae.
Chi này được Guignot miêu tả khoa học năm 1945.

## Các loài
Chi này gồm các loài:
- Metaporus meridionalis (Aubé, 1838)
- Metaporus orientalis Toledo & Hosseinie, 2003